# Projekt Jadar

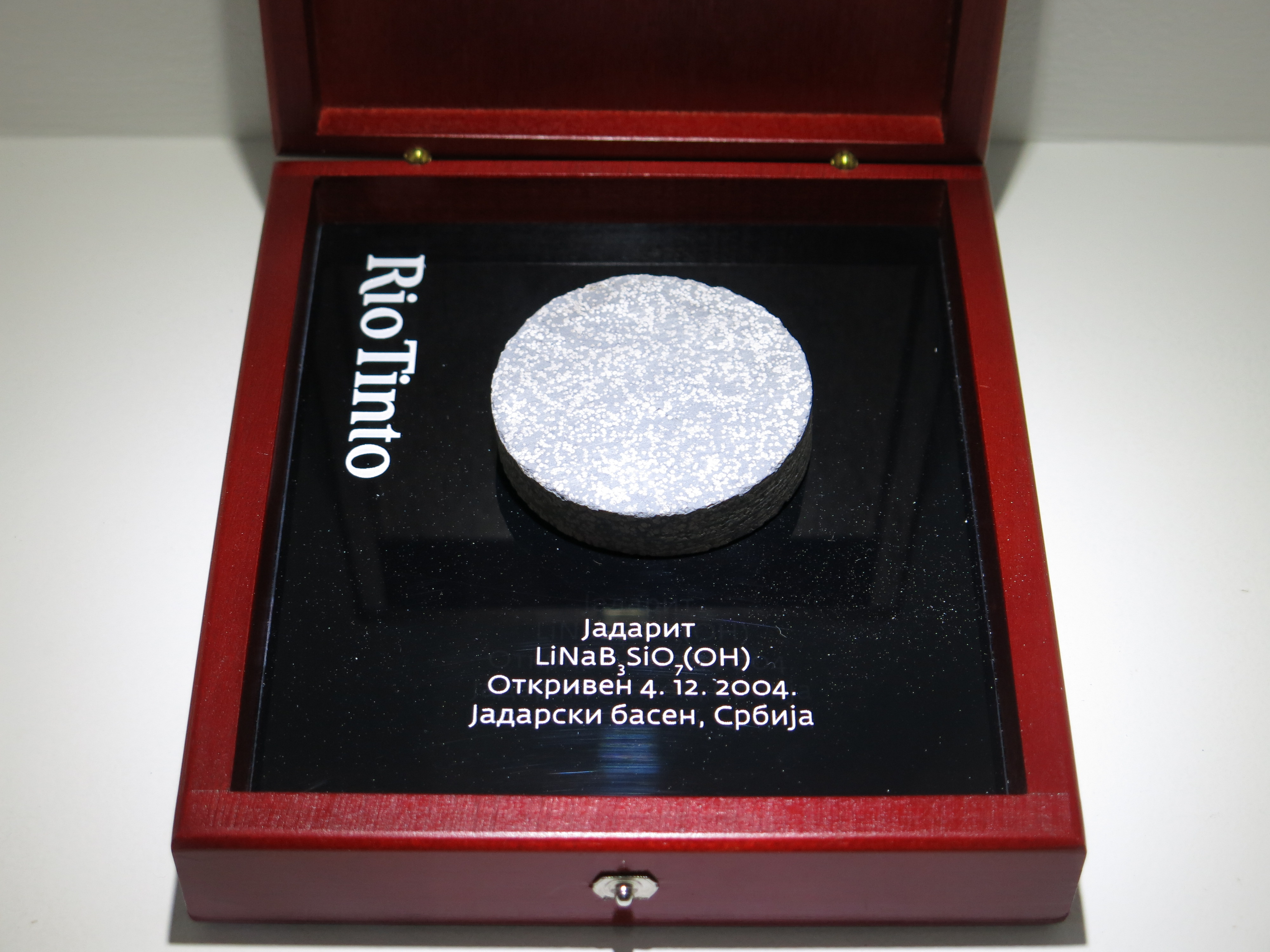
Ukázka minerálu jadaritu z vrtného jádra, získaného v roce 2004 při průzkumu ložiska v oblasti Jadaru (vzorek z expozice přírodovědného muzea ve městě Svilajnac)

Projekt Jadar je podnikatelský záměr nadnárodní společnosti Rio Tinto, týkající se průzkumu a těžby rudného ložiska nedaleko města Loznica v Mačvanském okruhu v západním Srbsku v oblasti, označované podle místní řeky jako Jadar. Společnost Rio Tinto hodnotí toto ložisko jako celosvětově významný zdroj lithia a boru. Zásoby tohoto ložiska, odhadované až na 200 miliónů tun rudy, by podle těžařů mohly z 10 % pokrýt světovou poptávku po lithiu, nezbytném při výrobě elektrických baterií a elektromobilů.

## Historie

### Objev jadaritu
Američtí a srbští geologové při průzkumu, prováděném v údolí Jadaru v prostoru Brezjak - Draginac, objevili v únoru roku 2004 dosud neznámý minerál šedobílé barvy, jehož stavbě odpovídá vzorec NaLi[B3SiO7(OH)]. Tento sodno-lithný vodnatý borosilikát byl Mezinárodní mineralogickou asociací v listopadu roku 2006 uznán jako nový minerál a podle místa nálezu dostal jméno jadarit. Krystaly jadaritu dosahují velikosti pouze kolem 5 µm. Ložisko v oblasti Jadaru je jediným známým zdrojem tohoto minerálu na světě.

### Investice

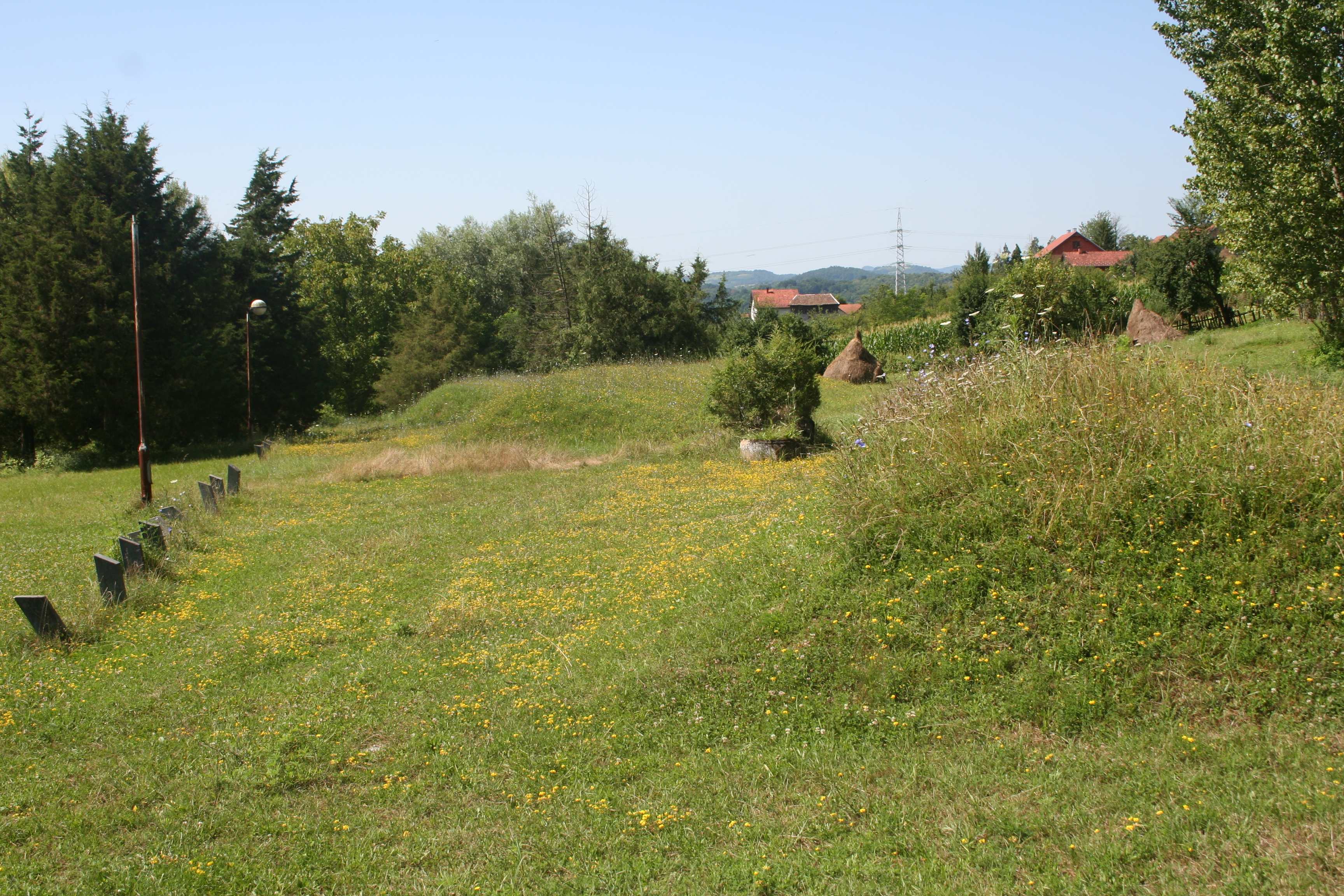
Krajina u obce Draginac

Společnost Rio Tinto investovala do projektu Jadar do roku 2016 70 miliónů USD. Vzhledem k perspektivnosti projektu počítala do konce roku 2017 s investicí dalších 20 miliónů amerických dolarů.

### Podpis memoranda
Dne 24. července 2017 podepsali představitelé srbské vlády se společností Rio Tinto memorandum o porozumění, stanovující podmínky vzájemné spolupráce v nadcházejícím období s výhledem zahájení těžby v roce 2023. Memorandum podepsal za srbskou stranu ministr hornictví a energetiky Aleksandar Antić a za společnost Rio Tinto generální ředitel příslušné divize Simon Klust. Podpisu memoranda se zúčastnila srbská premiérka Ana Brnabić. V souladu s plány společnost Rio Tinto investovala do roku 2017 do projektu, jejíž součástí bylo testování vzorků v Kalifornii a Victorii, celkem 90 miliónů dolarů. Podle těchto testů ruda v ložisku Jadar obsahuje 1,86 % oxidu lithia a 15,4 % oxidu boru. Zahájení výstavby zařízení pro průmyslovou těžbu rudy a její zpracování bylo plánováno na rok 2020.

### Odebrání licencí
Příprava těžby lithia v oblasti Jadaru se postupně protahovala a termín jejího zahájení byl odsouván. Britsko-australská firma jej v polovině ledna 2022 opět odložila až na rok 2027. Přípravu těžby zároveň také provázely protesty místních občanů a ekologických aktivistů, vyjadřujících obavy ze zhoršení životního prostředí a kvality vody v regionu u města Loznica. Dne 20. ledna 2022 srbská vláda odebrala britsko-australským zástupcům firmy Rio Tinto licence, které tuto společnost opravňovaly k těžbě lithia v Srbsku. Srbská premiérka Ana Brnabičová to zdůvodnila tak, že vláda vyhověla protestům obyvatel proti těžbě v oblasti Jadaru. Rozhodnutí srbské vlády je dáváno do souvislosti s odvetou za předchozí vyhoštění tenisty Novaka Djokoviče z Austrálie, kterému nebyla umožněna účast na Australian Open kvůli tomu, že nebyl očkován proti covidu-19. Společnost Rio Tinto na základě těchto kroků srbské vlády oznámila, že pokud budou práce na projektu opět obnoveny, s možností prvních dodávek lithia z oblasti Jadaru bude možné počítat až od roku 2027.